# Hofheim in Unterfranken

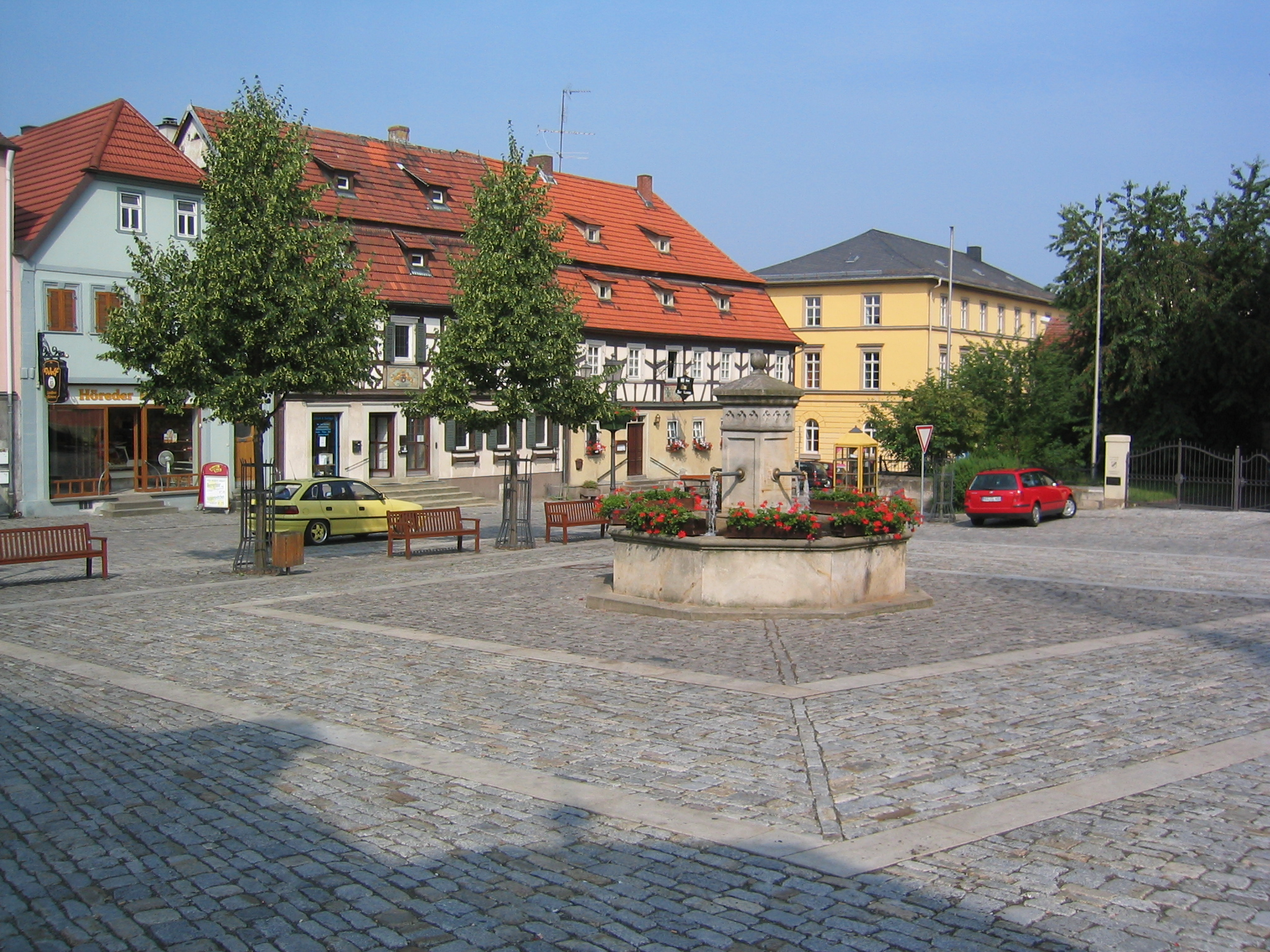
Hofheim in Unterfranken

Hofheim in Unterfranken este un oraș din Franconia Inferioară, landul Bavaria, Germania.